# 22-га повітряна армія (США)
22-га повітряна армія (США) (англ. Twenty-Second Air Force) — повітряна армія у складі Командування резерву ПС США, що існує з перервами з 1942 року. Основним призначенням повітряної армії є набір та підготовка резервістів Повітряних сил та підтримання підпорядкованих підрозділів у найвищому ступені бойової готовності; координація щоденної підтримки компонентів ПС, що активно діють у ході виконання завдань військової авіації. У воєнний час головне завдання 22-ї ПА — забезпечення готовності до бойового застосування льотного персоналу та допоміжних підрозділів для потреб авіаційних транспортних перевезень Транспортного командування ПС
22-й повітряній армії підпорядковується багато складових компонентів, що нараховує понад 25 000 резервістів і має на озброєнні 149 літаків. Екіпажі резерву, що проходять службу в лавах 22-ї армії, літають на С-130 «Геркулес», зокрема на літаках WC-130 «Мисливець на урагани», які базуються на дев'яти різних базах дислокації авіакрил резерву ПС.